# Aeroporto Guglielmo Marconi di Bologna (azienda)
Aeroporto Guglielmo Marconi di Bologna S.p.A.  è la società che gestisce l'aeroporto di Bologna-Borgo Panigale, il principale scalo dell'Emilia-Romagna.

## Quotazione in Borsa
Dal 14 luglio 2015 la società è quotata alla Borsa Valori di Milano, debuttando con un rialzo boom del 32% dai 4,50 euro del prezzo dell'ipo. È presente negli indici FTSE Italia STAR e FTSE Italia Small Cap del Mercato STAR della Borsa di Milano, con un capitale flottante del 42,81%.

## Azionariato
Il principale azionista è la Camera di Commercio Industria Artigianato e Agricoltura di Bologna con il  37,559% del capitale sociale.
Mundys è il secondo azionista, dopo che a luglio 2017 ha acquistato il 29,38% della società, rilevando da Italian airports l'11,53% per un totale di 64,6 milioni e da San Lazzaro investments spain il 17,85% del capitale a 15,50 per azione per un totale di 99,9 milioni di euro, per investimento complessivo che supera i 164 milioni di euro.